# Amintiri bucureștene
Amintiri bucureștene este un film românesc din 1970 regizat de Radu Gabrea.

## Distribuție
- Mihai Pălădescu — Povestitor

## Primire
Filmul a fost vizionat de 847.495 de spectatori în cinematografele din România, după cum atestă o situație a numărului de spectatori înregistrat de filmele românești de la data premierei și până la data de 31 decembrie 2014 alcătuită de Centrul Național al Cinematografiei.